# Broeder Anatolius
Broeder Anatolius is het 54ste stripverhaal van Jommeke. De reeks wordt getekend door striptekenaar Jef Nys.

## Personages
- Jommeke
- Flip
- Filiberke
- professor Gobelijn
- Anatool
- kleine rollen : Annemieke, Rozemieke, Pekkie, Choco, vader abt, ...

## Verhaal
Jommeke, Filiberke en de Miekes worden uitgenodigd door professor Gobelijn, blijkbaar voor een feestmaal. Ze vinden de professor echter in nood terwijl hij zich aan boom vasthoudt, terwijl hij in de lucht opstijgt. Flip kan de professor redden. De professor was in problemen geraakt toen zijn nieuwste uitvinding het liet afweten. hij heeft een vluchtgas uitgevonden dat met behulp van ballonnen en een toevoermachine het mogelijk maakt dat mensen omhoog kunnen vliegen. Even later krijgt de professor telefoon van de luchthaven. Een sportvliegtuig zit in nood en de pilote heeft geen valscherm. De professor en Gobelijn trekken met het vluchtgas naar de luchthaven en redden de vrouw. De uitvinding van de professor komt zo in het nieuws, waardoor hij overstelpt wordt door brieven om zijn uitvinding te zien. Hij wil de drukte ontwijken en duiken onder in de abdij van Noordmalle.
De professor, Jommeke, Filiberke en Flip worden gastvrij ontvangen. Ze ontmoeten er Anatool die blijkbaar ingetreden is en nu als broeder Anatolius door het leven gaat. Tijdens hun verblijf raakt een van de kerkklokken vast in de toren.De vrienden gebruiken het vluchtgas om ze weer los te maken. De volgende dag leest Anatool in de krant dat er een vliegtuig met een lading goud tegen de Primusrots is gevlogen en dat het goud onbereikbaar is vanop de grond. Hij komt op het idee het vluchtgas te stelen en trekt naar de rots. Jommeke ontdekt de plannen van Anatool via de achtergelaten krant. Samen met Flip en de professor starten ze de achtervolging met de auto van de abdij. Ondertussen is Anatool bij de steile rots aangekomen waar een zak met goud nog aan de rotswand hangt. Hij kan de zak met behulp van het vluchtgas grijpen, maar op dat moment zetten Jommeke en de professor met andere toestellen de achtervolging in. Wanneer Anatool wil ontsnappen, breekt een knopje van zijn toestel en blijft hij de lucht in stijgen. Flip kan hem redden. De vrienden laten Anatool gaan en brengen het goud naar de overheid terug.

## Achtergronden bij dit verhaal
- In dit album staat een uitvinding van de professor centraal waarvan de schurk Anatool misbruik wil maken om een schat te veroveren.
- De vrienden duiken onder in de abdij van Noordmalle, een zinspeling op de abdij van Westmalle. Het afgebeelde klooster lijkt echter niet op dat van Westmalle.
- Het is niet duidelijk of de naam van de 'Primusrots' verwijst naar de apostel Petrus, wiens naam 'rots' betekent en die de eerste paus of 'primus inter pares' was.